# Дударенко, Михаил Тарасович
Михаил Тарасович Дударенко (1904—1939) — старший лейтенант Рабоче-крестьянской Красной Армии, участник советско-финской войны, Герой Советского Союза (1940).

## Биография
Михаил Дударенко родился в 1904 году в деревне Плийково в семье крестьянина. После окончания начальной школы работал в колхозе. В 1926 году Дударенко был призван на службу в Рабоче-крестьянскую Красную Армию. Участвовал в советско-финской войне, будучи командиром батальона 222-го стрелкового полка 49-й стрелковой дивизии 13-й армии.
3 декабря 1939 года Дударенко организовал разведку боем, в результате которой были выявлены укреплённые огневые позиции финских войск и уничтожены вражеские огневые точки в деревне Неоари. 6 декабря он организовал переправу своего батальона через реку Тайпаленйоки. В тот день он погиб в бою. Похоронен в братской могиле у посёлка Пятиречье Приозерского района Ленинградской области.
Указом Президиума Верховного Совета СССР от 7 апреля 1940 года за «образцовое выполнение боевых заданий командования на фронте борьбы с финской белогвардейщиной и проявленные при этом отвагу и геройство» старший лейтенант Михаил Дударенко посмертно был удостоен высокого звания Героя Советского Союза. Также посмертно был награждён орденом Ленина.